# Salvatore Caruso
Salvatore Caruso (* 15. Dezember 1992 in Avola) ist ein italienischer Tennisspieler.

## Karriere
Caruso spielt hauptsächlich auf der Challenger Tour, wo er bislang zwei Titel im Einzel und einen Titel im Doppel gewann. 2016 kam er in Rom bei den Internazionali BNL d’Italia durch eine Wildcard zu seinem Debüt auf der ATP World Tour. Er verlor in der ersten Runde gegen Nick Kyrgios mit 1:6, 2:6.
In der Saison 2019 erreichte Caruso als Qualifikant die dritte Runde bei den French Open und gewann das Challenger-Turnier in Barcelona. Mit Hilfe dieser Ergebnisse konnte er in die Top 100 der Weltrangliste vorstoßen und startete bei den Australian Open 2020 erstmals im Hauptfeld eines Grand Slams. Bei den US Open 2020 erreichte er erneut die dritte Runde eines Grand Slams.

## Erfolge
| Legende (Anzahl der Siege)  |
| Grand Slam                  |
| ATP World Tour Finals       |
| ATP World Tour Masters 1000 |
| ATP World Tour 500          |
| ATP World Tour 250          |
| ATP Challenger Tour (3)     |

### Einzel

#### Turniersiege
| Nr. | Datum             | Turnier   | Belag | Finalgegner    | Ergebnis |
| --- | ----------------- | --------- | ----- | -------------- | -------- |
| 1.  | 2. September 2018 | Como      | Sand  | Cristian Garín | 7:5, 6:4 |
| 2.  | 6. Oktober 2019   | Barcelona | Sand  | Jozef Kovalík  | 6:4, 6:2 |

### Doppel

#### Turniersiege
| Nr. | Datum         | Turnier | Belag | Partner           | Finalgegner                  | Ergebnis |
| --- | ------------- | ------- | ----- | ----------------- | ---------------------------- | -------- |
| 1.  | 15. Juli 2017 | Perugia | Sand  | Jonathan Eysseric | Nicolás Kicker Fabrício Neis | 6:3, 6:3 |

#### Finalteilnahmen
| Nr. | Datum            | Turnier        | Belag | Partner       | Finalgegner                        | Ergebnis         |
| --- | ---------------- | -------------- | ----- | ------------- | ---------------------------------- | ---------------- |
| 1.  | 23. Februar 2020 | Rio de Janeiro | Sand  | Federico Gaio | Marcel Granollers Horacio Zeballos | 4:6, 7:5, [7:10] |

## Abschneiden bei Grand-Slam-Turnieren

### Einzel
| Turnier         | 2016 | 2017 | 2018 | 2019 | 2020  | 2021 | 2022 | Karriere |
| --------------- | ---- | ---- | ---- | ---- | ----- | ---- | ---- | -------- |
| Australian Open | Q1   | —    | 1    | Q1   | 1     | 2    | 1    | 2        |
| French Open     | —    | Q2   | Q1   | 3    | 1     | 1    | Q2   | 3        |
| Wimbledon       | Q1   | Q1   | Q2   | 1    | n. a. | 1    |      | 1        |
| US Open         | —    | Q1   | Q1   | Q2   | 3     | 1    |      | 3        |

Zeichenerklärung: S = Turniersieg; F, HF, VF, AF = Einzug ins Finale / Halbfinale / Viertelfinale / Achtelfinale; 1, 2, 3 = Ausscheiden in der 1. / 2. / 3. Hauptrunde; Q1, Q2, Q3 = Ausscheiden in der 1. / 2. / 3. Runde der Qualifikation; n. a. = nicht ausgetragen